# Джейн Любченко
Джейн Любченко (4 грудня 1947 , Денвер )(англ. Jane Lubchenco) — американська вчена-гідробіолог українського походження, професор, член Національної академії наук США, Національної наукової ради, Американської академії мистецтв та наук, Лондонського королівського наукового товариства, голова Національного управління з проблем океану і атмосфери США у 2009—2014 рр. Одна з найбільш цитованих екологів у світі.

## Життєпис
Народилася 4 грудня 1947 року у м. Денвер, Колорадо, США, у родині українського походження.
Здобула освіту в коледжі Колорадо, Гарвардському та Вашингтонському університетах. Здобула ступінь доктора філософії.

## Кар'єра
У 2002 році (до 2005) очолила Міжнародну наукову раду. Тоді ж Рада президентів наукових товариств (CSSP) визнала Любченко лідеркою наукових цитувань серед своїх членів.
У 2008 році Адміністрація Президента США довірила Джейн Любченко національне управління з проблем океану й атмосфери США. Гідробіолог з 40-річним досвідом роботи в питаннях океанічної фауни, стала першою жінкою-керівницею цієї сфери. Вона наполягала на тому, що усі результати досліджень вчених мають бути винесені на загал, а не тільки для вчених та учасників конференцій. Протягом 5 років роботи Любченко мала значний вплив на вирішення питань, пов'язаних із катастрофами США: смертоносного урагану Катріна, боротьби з риболовецькими компаніями, розливу нафти в Мексиканській затоці (вибух на нафтовій платформі спричинив виливання нафти в океан у кількості від 700 до 13 тисяч тонн).
У 2009 році Призначена президентом США Бараком Обамою головою Національного управління з проблем океану і атмосфери США і затверджена Сенатом США, ставши першою жінкою, яка зайняла цю посаду.
У 2014 році Любченко повернулася на викладацьку роботу і досі залишається однією з найбільш цитованих екологів у світі.

## Нагороди
- 1979 — George Mercer Award, Екологічне товариство Америки
- 1987 — Національна лекторка 1987—1989 рр., Phycological Society of America
- 1992 — Pew Scholar in Conservation and the Environment 1992—1995, Pew Charitable Trusts
- 1993 — Стипендія Макартура 1993—1998
- 1994 — Орегонська вчена року
- 1994 — CINE Golden Eagle Award
- 1997 — Нагорода за видатну службу Екологічного товариства Америки
- 1998 — Нагороди від організації «Дочки американської революції»
- 1999 — David B. Stone Award від Акваріума Нової Англії (New England Aquarium)
- 1999 — Howard Vollum Award [en], Рід-коледж (штат Орегон)
- 2001 — Golden Plate Award, American Academy of Achievement
- 2001 — Heinz Award in the Environment
- 2003 — Нагорода за видатну службу, Society for Conservation Biology
- 2003 — Премія Ніренберга, стипендія МакАртура, премії Тайлера за сприяння збереженню навколишнього середовища, Американської асоціації сприяння розвитку науки
- 2004 — Премія Environmental Law Institute (перша з удостоєних)
- 2004 — Нагорода видатного вченого, American Institute of Biological Sciences
- 2005 — AAAS Public Understanding of Science and Technology Award (перша удостоєна жінка)
- 2006 — Centennial Award, Ботанічне товариство Америки
- Рік випуску 2008 — Zayed International Prize for the Environment, ОАЕ
- 2010 — Peter Benchley Ocean Award for Excellence in Policy
- 2011 — Премія Блакитна Планета, Японія
- 2012 — BBVA Foundation Frontiers of Knowledge Award
- 2012 — Зал слави Women in Technology International
- 2013 — Вища нагорода для цивільних осіб Берегової охорони США
- 2014 — Вища нагорода Екологічного товариства Америки
- 2014 — Медаль Всесвітньої АН (TWAS)
- 2014 — Stephen H. Schneider Award for Outstanding Climate Science Communication
- 2015 — Премія Тайлера[8]
- 2016 — ECI Prize
- 2017 — Public Welfare Medal
- 2018 — Премія Венівара Буша